# Aspidopterys wallichii
Aspidopterys wallichii là một loài thực vật có hoa trong họ Malpighiaceae. Loài này được Hook.f. mô tả khoa học đầu tiên năm 1874.